# 石缸平原
石缸平原，又译为查尔平原，是老撾川壙省川壙高原的一個巨石文化遺跡，有數百個高1-3米的巨型石缸分布。2019年獲列入世界文化遺產。
法國研究員馬德琳·科拉尼（Madeleine Colani）在1930年總結說，這些罐子與史前埋葬做法有關。老撾和日本考古學家在這幾年的挖掘中，在罐子周圍發現人類遺骸，埋藏物品和陶瓷來支持這一解釋。石缸平原的歷史可追溯到鐵器時代（公元前500年至公元500年），是東南亞最重要的史前遺址之一。